# Wolter Edward Hellén
Pour les articles homonymes, voir Hellén et Hellen.
Wolter Edward Hellén (9 mars 1890-31 décembre 1979 ) est un entomologiste finlandais.

## Biographie
Né à Helsinki en 9 mars 1890 et décédé en 31 décembre 1979 . Son conjoint est Mary Linnea Hellén.

## Taxonomie
Il est l'auteur, en 1915, d'au moins trois tribus d'insectes hyménoptères apocrites de la famille des Pimplinae : les Delomeristini, les Ephialtini, et les Polysphinctini.